# The Girl and the Judge (film 1913)
The Girl and the Judge è un cortometraggio muto del 1913 scritto e diretto da Lem B. Parker. Prodotto dalla Selig Polyscope Company e distribuito dalla General Film Company, era interpretato da Kathlyn Williams, Herbert Rawlinson, Hobart Bosworth.

## Trama
Grace Green, una semplice ragazza di campagna, viene sedotta da George Goff, un giovane di città, figlio di un giudice, che la convince a scappare con lui. In città, la installa in un elegante appartamento ma poi le fa trovare una lettera nella quale la liquida, dicendole che è meglio per lei ritornare a casa. Grace, che non conosce neppure il vero nome di George, torna in campagna ma viene scacciata dal padre, un contadino rigido e austero che non riesce a perdonarla. Di nuovo in città, Grace viene arrestata come fosse una donna di malaffare perché vagava di sera da sola per le strade. Portata davanti al giudice, si trova senza saperlo a venir giudicata dal padre di George che, ritenendola colpevole, le commina una multa. Rimasta senza denaro, spende l'ultimo penny per comperare un giornale dove vede un annuncio che offre un lavoro di domestica. Grace si presenta nella ricca residenza e viene assunta. Il padrone di casa è proprio il giudice Goff che, quando la riconosce, reagisce malamente per la sua presenza in quella casa. La giovane, davanti a quelle accuse, ha un attacco isterico. Sbalordito e irato, il giudice le dà i suoi soldi che lei, però, gli restituisce, gettandoglieli in faccia con disprezzo. Mentre sta per andarsene, Grace incontra in casa il suo seduttore. George, spaventato, le chiede di tacere e di non tradirlo.  Lei, allora, se ne va via. Ma il giudice, che ha sentito parte della conversazione, manda dietro alla ragazza il maggiordomo che riesce a farla ritornare. Geoff, adesso, intima al figlio di accollarsi le sue responsabilità portando all'altare la povera Grace, altrimenti il giudice taglierà i viveri al figlio, lasciandolo senza un soldo. George capisce quale sia il suo dovere e, accorgendosi di amare ancora Grace, le chiede di sposarlo.

## Produzione
Il film fu prodotto dalla Selig Polyscope Company.

## Distribuzione
Distribuito dalla General Film Company, il film - un cortometraggio in una bobina - uscì nelle sale cinematografiche statunitensi il 27 maggio 1913.